# 宗義方
宗 義方（そう よしみち）は、対馬国府中藩5代藩主。

## 生涯
天和4年（1684年）1月19日、対馬国府中藩第3代藩主・宗義真の四男として生まれる。父の一字を取って真氏（さねうじ）を名乗る。兄に世子である義倫がいたため、はじめ村岡姓を称した。やがて父より対馬の根緒村を領地として与えられ、根緒氏を称する。
元禄7年（1694年）に第4代藩主を継いだ義倫が早世したため、その養子として家督を継ぎ、第5代藩主となった。名も宗 義方に改める。なお、村岡氏は三男の如喬（ゆきたか、「如」は義方の弟・義誠の子である宗義如から賜った字）が継いだ。
はじめ若年のため、隠居していた父の義真が後見人として藩政の実権を握っていた。元禄15年（1702年）に父が死去すると、藩政を自ら行なうようになる。この頃の対馬府中藩では貿易不振、銀山の産銀低下などから藩財政が悪化していたが、これを再建するために義方は宝永2年（1705年）に倹約令を出した。しかし、効果はあまり無かった。
正徳元年（1711年）に江戸幕府第6代将軍・徳川家宣の就任祝いとして朝鮮通信使が来日したときの接待を行なった功績として、肥前田代にある藩領を1,560石ほど加増され、実高は1万3,300石となった。
享保3年（1718年）9月5日に死去した。享年35。跡を弟で養子の氏江方誠（宗義誠）が継いだ。

## 系譜
- 父：宗義真（1639-1702）
- 母：津河、高寿院 - 三浦成友の娘
- 養父：宗義倫（1671-1694）
- 正室：喜伊、桂光院 - 有馬頼元の娘
- 側室：阿比留増右衛門の娘
- 側室：中村氏
- 側室：平山氏
- 側室：間永氏
- 側室：由久
- 側室：右近 - 白井氏
- 側室：山川氏
  - 三男：村岡如喬
- 側室：池田氏
- 養子
  - 男子：宗義誠（1684-1718） - 実弟

## 偏諱を与えた人物
- 氏江方誠（実弟。のち義方の養子となり宗義誠に改名。義方死後に第6代藩主となる。）
- 樋口方熈（実弟。樋口真連の婿養子となった後に義誠の跡を継いで第7代藩主となる。）
- 高瀬行方（実弟）